# ERP-22 de Agosto
El ERP-22 de Agosto fue una guerrilla argentina, fracción escindida en 1973 del Comité Militar de la Capital Federal del Ejército Revolucionario del Pueblo (ERP), como consecuencia de divergencias tácticas respecto de la posición de la organización ante el acto electoral del 11 de marzo de 1973.

## Motivos de la escisión
A medida que avanzaba la campaña para las elecciones presidenciales de 1973, en las que el peronismo presentaba la fórmula Cámpora-Solano Lima, el Partido Revolucionario de los Trabajadores (PRT, el partido del ERP) continuaba denunciando a Perón como una «herramienta del régimen burgués». Los miembros del ERP que no estaban de acuerdo con esta posición se separaron tras la reunión del Comité Central de diciembre de 1972 (la primera en la que estuvo presente Mario Santucho después de haber regresado de su exilio en Cuba), en la que concluyeron que era imposible continuar dentro de la organización. También hubo otros miembros del ERP que se separaron de la organización por otras motivaciones.

## Fundación del ERP-22
El 15 de enero de 1973, en un campin en el conurbano bonaerense, el ERP-22 de Agosto realizó su congreso fundacional. Casi la totalidad de sus militantes provenían de la Regional Buenos Aires y del Comité Militar de la Capital del ERP. La estructura inicial del ERP-22 fue una copia de la línea de mando que tenían los escindidos cuando eran parte del ERP. Además cabe destacar que el nuevo ERP-22 no hizo distinción entre partido y ejército, quedando su nombre ligado a este último.
El 8 de marzo de 1973 el Comando Eduardo Capello publica un comunicado hablando y animando a la sociedad argentina a votar a favor del FREJULI, en las elecciones del 11 de marzo de 1973 que llama al pueblo "a derrotar en las urnas a la dictadura, a través del voto masivo a las listas del FREJULI" y a "movilizarse para garantizar el cumplimiento de estas reivindicaciones. por "la simpatía y el apoyo obrero y Popular que despierta es la que reúne mayores posibilidades de derrotar en las urnas la maniobra del gobierno".
La fecha del nombre se refiere al día de 1972 en que tiene lugar la primera operación conjunta a gran escala de las fuerzas guerrilleras ERP, Montoneros y Fuerzas Armadas Peronistas (FAP) con el fin de liberar a muchos de sus principales jefes presos en el penal de Rawson.
El 11 de noviembre de 1973 el grupo también organizó un homenaje al dirigente villero del barrio San Pablo y militante Nemesio Aquino, conocido militante y revolucionario local que el grupo lo describen como "al obrero que supo abrazar las ideas del marxismo revolucionario y construir la organización político-militar imprescindible para galvanizar los avances del pueblo en su lucha por el Poder".

## Acciones de importancia

### Secuestro de Héctor Ricardo García

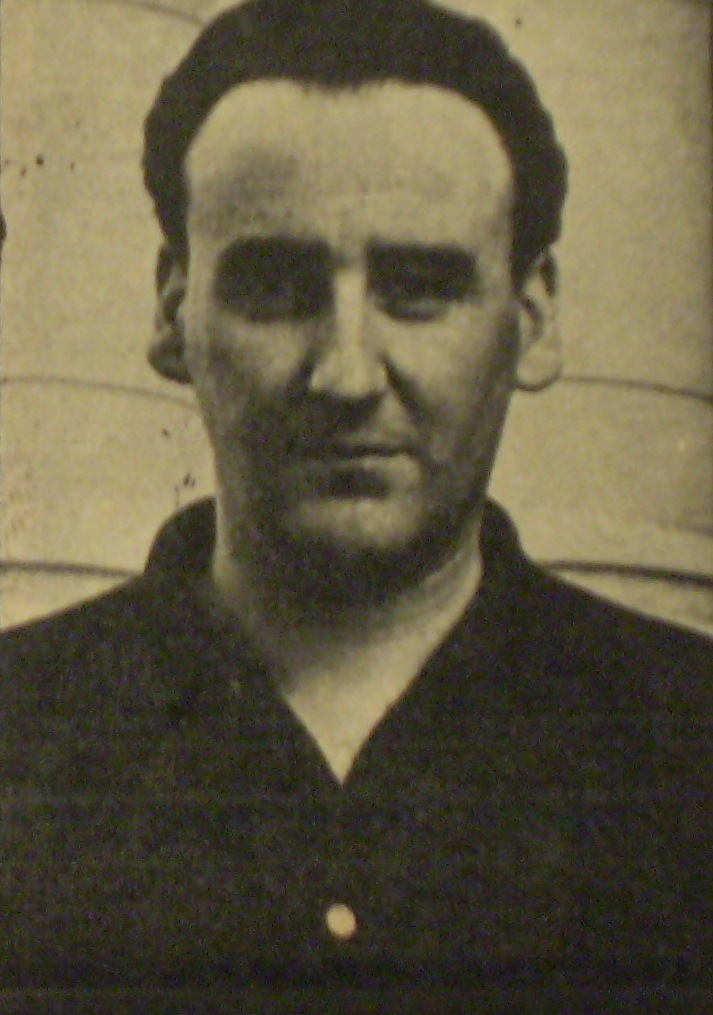
Héctor Ricardo García, dueño de Crónica, fue secuestrado por el ERP-22 por unas doce horas.

La primera acción del ERP-22 fue el secuestro del dueño del diario Crónica, Héctor Ricardo García. El mismo se denominó "Operación Poniatowski" pues uno de los guerrilleros había leído sobre un político francés llamado  Józef Antoni Poniatowski y, por contraposición al común apellido García, el 22 le pone ese nombre a la operación.
La Operación Poniatowski se planea para el 6 de marzo de 1973, pero por problemas en uno de los coches, se posterga para el día 8, cuando efectivamente se ejecuta, bajo la responsabilidad de Víctor José Fernández Palmeiro, conocido como "el Gallego". A las 8:20 hora local estacionan una camioneta y descienden tres guerrilleros disfrazados con ropa de trabajo y portando cajas de whisky. La camioneta se retira y sortean el escollo del portero del edificio donde vivía García pues este no estaba. Previamente, cuatro combatientes se habían distribuido en la plaza cercana con ametralladoras disimuladas por si ocurrían complicaciones. Las mucamas de García les abrieron pues ellos presentaron la tarjeta del intendente de Buenos Aires, Saturnino Montero Ruiz, como quien enviaba los obsequios. Los guerrilleros redujeron al personal y llegaron hasta García, quien dormía junto a una conocida artista de televisión, y lo tranquilizaron, mientras llegaba otra militante para simular ser la mucama por si sucedía algún imprevisto.
El ERP-22 exigía para liberarlo la publicación, en la primera plana del periódico, de un comunicado en el que llamaba a votar por el FreJuLi. García habló con el director de la edición vespertina del diario para informarle del comunicado que debía publicar. Luego, el dueño de Crónica fue llevado a una casa dependiente del ERP-22, donde estuvo retenido doce horas hasta que salió la edición del periódico, cuando fue liberado. En un principio se creyó que todo había sido una maniobra para promocionarse y aunque esta teoría fue sugerida, el editor sabía que había pasado por una difícil experiencia y el ERP-22 de agosto  había dado su primer golpe para afirmar su existencia independiente.

### Toma de Maschwitz

logo oficial empleado por el ERP-22

En abril de 1973, la dictadura estaba agonizando. El presidente Lanusse ordena al Ejército salir a la calle en misiones de rastrillaje y control, especialmente en el Gran Buenos Aires. El ERP-22 decide burlarse de estos operativos tomando el pueblo de Ingeniero Maschwitz, en las cercanías de la capital del país.
La «Operación Maschwitz» se ejecuta el sábado 21 de aquel abril. A las 9 en la estación Carupá se encuentran parte de los doce combatientes que intervendrán en la operación. Allí se reparten las armas y se suben a los vehículos (un Chevrolet 400, un Peugeot 504 y una Pick-Up F-100). Cuarenta y cinco minutos después, el coche del El Gallego Palmeiro entra al pueblo, lo recorre y luego regresa con los otros. A las 10.00 cada uno de los grupos operativos marcha hacia sus posiciones: el primer equipo, cinco militantes, tomará la comisaría; el segundo, dos miembros, tomará el correo y anulará el telégrafo; el tercero con tres, se encargará de la estación y el cuarto con dos, cortará las líneas telefónicas.
La operación se desarrolló prácticamente sin incidentes. Los objetivos (tomas, captura de armas y pintadas) fueron alcanzados y tras ello, los guerrilleros se retiraron. En la comisaría había un preso que fue liberado y que al día siguiente regresó por su cuenta. El gobierno realizó un operativo cerrojo para capturar a los guerrilleros, pero estos pudieron escapar. No hubo enfrentamientos armados con las fuerzas de seguridad.

### Asesinato del Contralmirante Quijada

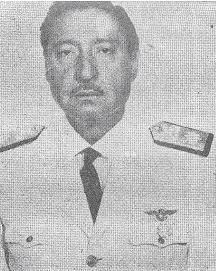
Hermes Quijada, marino de alto rango asesinado por el ERP-22 para vengar las muertes de la masacre de Trelew.

Pocos días antes de asumir Cámpora —cuya candidatura había resultado vencedora—, el ERP-22 decidió poner en marcha una nueva acción: la «Operación Mercurio», cuyo objetivo era matar al Contralmte. Hermes Quijada. Este marino había sido el encargado de hablar por televisión en nombre de las FF. AA. justificando la masacre de Trelew en 1972.
A principios de abril de 1973, Inteligencia del ERP-22 había recibido información sobre la dirección de la vivienda de Quijada. Los guerrilleros procedieron a realizar varios chequeos de la zona, con el fin de estudiar su seguridad y costumbres: encontraron como problema la significativa custodia de la cercana vivienda del ministro Arturo Mor Roig, pero pudieron determinar que el marino salía de su casa habitualmente entre las 8:30 y 9:30 en un Dodge Polara blanco, que previamente retiraba del garaje su chofer, y que no realizaba un recorrido fijo.
Nuevamente recayó la responsabilidad de la operación en Víctor José Fernández Palmeiro alias El Gallego, quien preparó un plan que consistía en seguir el auto de Quijada con una moto (cuyo conductor recibiría una señal de un auto estacionado sobre la dirección tomada por el Dodge Polara), el pasajero sería el Gallego, quien saltaría de la misma y acribillaría a Quijada con un subfusil Halcón para luego subirse de nuevo y el conductor sacarlo raudamente de la zona. Se hizo un primer intento, que falló pues el militante en el auto estacionado equivocó la señal a la moto y esta tomó otro camino. Por este fallo la operación se pospuso hasta el lunes 30 de abril.
Sin embargo, la semana siguiente, se ejecutaría efectivamente la operación, el lunes 30 de abril. A las 9:10 parte el vehículo de Quijada y los sigue la moto con El Gallego y otro militante conduciendo. En la esquina de las calles Junín y Sarmiento, Quijada muere acribillado, su chofer alcanza a disparar en el estómago al Gallego, los militantes parten y el conductor avería la palanca de cambio. En la entrada de la Facultad de Derecho los esperaba un auto con el cual siguieron camino para intervenirlo quirúrgicamente, pero finalmente Palmeiro murió, no sin antes enterarse del éxito de la operación por radio. Sus últimas palabras fueron: «¡Los vengué!». El grupo describe el resultado del ataque y la muerte de El Gallego como "Los diarios de la época informaron profusamente de la muerte de Quijada. Lo que no dijeron, es que a partir de ese 30 de abril, el Gallego Víctor José Fernández Palmeiro, junto a los dieciséis muertos en Trelew, empezaba a vivir en el corazón de la guerrilla.
A El Gallego representa parte de la época oscura de los 70´s, donde jóvenes radicalizados tomaron como medio de vida la muerte.

### Otras acciones
El 19 de marzo de 1973 el ERP-22 asaltó el puesto policial de Puente Saavedra y Avenida Cabildo, secuestró armas e incendió el local, sin dejar bajas y siendo conocido como Operación Maschwitz.
El filósofo y abogado Carlos Alberto Sacheri, un crítico del liberalismo, del gobierno María Estela Martínez de Perón, de la Triple A y del marxismo, fue asesinado el 22 de diciembre de 1974, a los 41 años, en la ciudad de Buenos Aires delante de su familia cuando regresaba de misa por un comando del ERP-22 de agosto, que reconoció el hecho en un comunicado y, además, un archivo sobre el hecho fue encontrado más adelante en un inmueble de esa organización. Hernández dice que duda sobre si a Sacheri lo mató la guerrilla marxista o el terrorismo de las AAA.
El filósofo y escritor Jordán Bruno Genta fue asesinado por el ERP-22 en 1974.

## Relación con el peronismo
A través de Liberación por la Patria Socialista, su órgano de prensa, el ERP-22 celebró la victoria de la fórmula peronista y planteó unirse con las fuerzas del «peronismo de izquierda»: Montoneros, Fuerzas Armadas Revolucionarias, Juventud Peronista. El ERP-22 también llamó a concurrir a Ezeiza a recibir a Perón en su regreso, según ellos porque, pese a no ser su organización parte del movimiento nacional peronista, el líder tenía un carácter popular.
Posteriormente, el ERP-22 se alejaría cada vez más de Perón, llegando a acusarlo de dar «protección y amortiguamiento ante las crecientes presiones anticapitalistas emergentes del seno del pueblo, de la clase obrera especialmente».

## Final
El ERP-22 intentó fusionarse con FAP-Comando Nacional, una escisión de las FAP dirigida por Raimundo Villaflor, pero la unificación no se llevó a cabo. Finalmente, un sector del ERP-22 se incorporó a Montoneros y otro sector volvió progresivamente al ERP original. Para 1978 esta organización estaba disuelta.

## En la cultura popular
Esta guerrilla es mencionada en la canción «22 de agosto» de Andrés Calamaro, más precisamente la «Operación Mercurio».